# Anahola
Anahola – jednostka osadnicza w Stanach Zjednoczonych, w hrabstwie Kauaʻi.